# L'Enfant trop curieux
L’Enfant trop curieux (titre original : The Curious Child) est une nouvelle de science-fiction de Richard Matheson, parue en juin 1954.

## Publications

### Publications aux États-Unis
La nouvelle est initialement parue dans le magazine américain Fantastic en juin 1954.
Depuis 1954, elle a été publiée à une vingtaine de reprises dans des recueils de Matheson ou des anthologies regroupant des nouvelles de divers auteurs .

### Publications en France
La nouvelle a été traduite et publiée en France :
- dans la revue Fiction, numéro 191, OPTA, novembre 1969, sous le titre L'Enfant curieux ;
- dans l'anthologie Histoires de voyages dans le temps en 1975, puis en 1976, 1978, 1987 dans le cadre de rééditions ;
- dans le recueil La Poupée à tout faire, éd. Flammarion, mars 2000, collection Imagine no 12.

## Résumé
1954. Un jour comme un autre pour Robert Graham. Il sort vers 17 h du bureau, et s'apprête à regagner sa voiture pour rentrer à la maison. Les ennuis commencent à ce moment-là.
Mince, que devait-il ramener à sa femme pour le repas du soir ? Et où a-t-il garé la voiture ? Où a-t-il mis les clefs ?
Quelques minutes après : mais de quelle voiture est-il propriétaire ? de quelle couleur, de quelle marque ? Graham découvre avec horreur qu'il devient amnésique.
Où habite-t-il ? Il ne s'en souvient pas : panique. Quel jour de la semaine est-on ? Quel est son nom ? Son… prénom ? Terreur sans nom. Il s'évanouit.
Il se réveille dans une sorte de chambre d'hôpital, où un médecin-savant l'accueille en lui disant qu'étant enfant, âgé de deux ans, il avait traversé par curiosité un écran temporel et avait été projeté en 1919.
On a mis du temps avant de le retrouver, et au fur et à mesure que les sondes temporelles se rapprochaient de lui, sa mémoire se délitait. Maintenant, tout va bien : le revoici dans son Monde.